# Mai 1887

## Événements
- 3 mai : explosion dans une mine de charbon à Nanaimo en Colombie-Britannique tuant 148 mineurs.

- 12 mai : traité de Gouri. Le sultan toucouleur de Ségou, Ahmadou, accepte le protectorat français sur les territoires qu’il contrôle. En 1880, il avait accordé à la France la clause de la nation la plus favorisé, sous réserve qu’aucun territoire toucouleur ne serait conquis.

- 17 mai, France : chute du gouvernement Goblet.

- 23 mai : le conflit entre l’État Allemand et l’Église catholique est jugé clos par le pape Léon XIII, satisfait des mesures qui depuis 1880 ont mis fin au Kulturkampf.

- 30 mai :
  - France : premier gouvernement Rouvier.
  - Inauguration de la plus haute cheminée de France (105 m) à l'usine Holden de Croix (Nord).

## Naissances
- 6 mai : Jan Zaorski, chirurgien polonais, organisateur d'un enseignement clandestin de la médecine sous l'occupation nazie de la Pologne († 10 mars 1956).
- 9 mai : John Nordin, ingénieur suédois († 29 juin 1983).
- 15 mai : Georges Mathey, peintre et sculpteur français († 7 janvier 1915).
- 19 mai : Emilio Lascano Tegui, homme de lettres et diplomate argentin († 23 avril 1966).
- 22 mai : Arthur Cravan, écrivain et boxeur d'origine britannique († 1918).
- 25 mai : Padre Pio, prêtre italien († 1968).
- 26 mai : Ba U, président de la Birmanie († 9 novembre 1963).
- 30 mai : Alexandre Archipenko, sculpteur américain originaire de Russie († 25 février 1964).
- 31 mai : Saint-John Perse (Alexis Léger) poète et diplomate français († 20 septembre 1975).

## Décès
- 2 mai : Bernhard Studer, géologue suisse (° 1794).
- 11 mai : Jean-Baptiste Boussingault, père de la chimie agricole (° 1802).
- 14 mai : Hippolyte Bayard, inventeur de la photographie (° 1801).